# Aleutské ostrovy
Aleutské ostrovy také jen Aleuty (anglicky Aleutian Islands, aleutsky: Unangam Tanaa, dříve v češtině Kateřininy ostrovy) je řetězec 14 velkých vulkanických ostrovů a 55 menších ostrovů. Většina Aleutských ostrovů patří americkému státu Aljaška, pouze nejzápadnější Komandorské ostrovy patří ruskému federálnímu subjektu Kamčatský kraj. V otázce, zda Komadorské ostrovy náležejí k Aleutským ostrovům, nepanuje shoda. Souostroví je součástí Aleutského oblouku v severním Tichém oceánu, zabírající plochu 17 666 km² a rozprostírají se asi 1 900 km na západ od poloostrova Aljaška směrem k poloostrovu Kamčatka v Rusku a zároveň tvoří hranici mezi Beringovým mořem na severu a Tichým oceánem na jihu.
Jižně od souostroví se táhne Aleutský příkop, jehož maximální hloubka je 7822 metrů. Podle sčítání lidu žilo v roce 2000 na těchto ostrovech (vyjma Komandorských ostrovů) 8162 obyvatel, z toho 4284 ve městě Unalaska na stejnojmenném ostrově.

## Geografie
Souostroví se dělí na několik skupin, od východu na západ to jsou:
- Liščí ostrovy - od západu na východ to jsou ostrovy Umnak, Unalaska, Amaknak, Akutan, Akun, Unimak a Sanak
- Ostrovy čtyř hor - od západu na východ to jsou ostrovy Amukta, Čagulak, Junaška, Herbert, Carlisle Island, Čuginadak, Uljaga a Kagamil[5]
- Andrejanovy ostrovy - od západu na východ to jsou ostrovy Gareloi (Spálený ostrov), Tanaga, Kanaga, Adak, Kagalaska, Velký Sitkin, Atka, Amlja a Seguam
- Krysí ostrovy - od západu na východ to jsou ostrovy Kiska, Malá Kiska, Segula, Hawadax (do roku 2012 Krysí ostrov), Ostrov Chvostova, Ostrov Davidova, Malý Sitkin, Amčitka a Semisopočnoj
- Blízké ostrovy - abecedně Agattu, Alaid, Attu, Nízký ostrov a Šemja

Aleutské ostrovy mají 40 činných sopek, včetně sopky Šišaldin (2861 m), sopky Vsevidov (2149 m), Tanagy (1806 m) a Velkého Sitkina (1740 m). Podle nových vědeckých poznatků se pod Ostrovy čtyř hor může skrývat obrovský podvodní vulkán. Aleutské ostrovy jsou v podstatě vrcholy mořských sopek, a tak jsou lávové výbuchy a zemětřesení na souostroví poměrně časté. Kouřící i vyhaslé sopky, horké prameny, lávová pole a černý vulkanický písek jsou na ostrovech běžnými jevy. Aleutská sopka Mount Cleveland je jednou z nejaktivnějších sopek v Severní Americe a přítomnost velké podvodní kaldery v Aleutech by mohla vysvětlit, proč Mount Cleveland vybuchuje tak často. Jednotlivé aleutské sopky jsou schopny způsobit značnou katastrofu, ale erupce předpokládané aleutské kaldery by mohla ovlivnit zemské klima a v důsledku toho vyvolat i sociální otřesy. Podle vědeckých studií například erupce aleutské sopky Okmok v roce 43 př. n. l. přinesla neúrodu ve Středomoří a ovlivnila sociální nepokoje v Římské republice a zapříčinila i její pád.

## Dějiny

### Ruské období
Poprvé byly Aleutské ostrovy Evropany objeveny v roce 1741 členy Velké severní expedice Vituse Beringa. Námořníci souostroví pouze míjeli, na pobřeží nevystoupili, protože spěchali při převozu umírajícího Beringa na Kamčatku. 
Za skutečného objevitele ostrovů je pokládán ruský navigátor Michail Nevodčikov, který v roce 1745 dorazil ke skupině Blízkých ostrovů, kde poprvé přišel i do kontaktu s domorodými Aleuty, s nimiž navázal obchodní styky a snažil se je přivést k platbě jasaku. Část Nevodčikových mužů se pod vedením obchodníka Běljajeva usadila na zimu v zátoce na ostrově Attu, kde se dostala do sporu s domorodými Aleuty. Běljajevovi muži vyplenili a zcela zničili dvě aleutské vesnice a nechali naživu jen dvě mladé ženy, které vzali "do služby". Později byli Rusové na Kamčatce za tuto "vraždu a marnotratnou krádež" souzeni. Většina mužů z posádky byla osvobozena, soud přihlédl k jejich tvrzení o jejich domněnce, že napadená vesnice patřila divokým Čukčům a ne přátelským Aleutům.
V roce 1753 ruská loď Sv. Jeremiáš přezimovala na ostrově Adak a v roce 1756 na ostrově Tanaga. V letech 1759-1762 objevil ruský navigátor Stěpan Gavrilovič Glotov ostrov Umnak a také většinu dalších ostrovů ze skupiny Liščích ostrovů. Glotov vytvořil první podrobnou mapu Aleutských ostrovů a ve své zprávě popsal 29 nových objevených ostrovů a také jejich faunu. Rusové se na domorodcích snažili tvrdě vymáhat jasak, až v letech 1763-1765 došlo k povstání na Liščích ostrovech, při němž Aleuti vyvraždili téměř celé čtyři posádky lodí. Rusové pod vedením Stěpana Glotova podnikli protiútok, který skončil vyvražděním 3 až 5 tisíc Aleutů, včetně žen a dětí.
V roce 1772 byla na Unalašce založena první ruská obchodní osada. Během své třetí objevitelské cesty doplul k Aleutským ostrovům v roce 1778 i James Cook, který prozkoumal východní část ostrovů a opravil v mapách nepřesnosti předchozích navigátorů. V roce 1794 začala Aleutské ostrovy spravovat rusko-americká společnost. V roce 1818 navštívil ostrovy ruský vládní auditor, kapitán Golovnin, aby zkontroloval kvalitu řízení ostrova. Vypracoval studii o prosperujících ostrovech a zmínil, že domorodí Aleuté se stali závislými na spolupráci s Rusi, bez nich by už nedovedli sami žít. Na základě této studie se od 20. let 19. století začalo řešit zlepšování životní situace domorodců. Zakládali se první ruské školy a nemocnice pro Aleuty, z pevniny přicházely potravinové zásoby. V roce 1824 zahájila ruská pravoslavná církev misijní činnost na ostrovech. Na ostrově Unalaška byl postaven první kostel a Aleuťaně byli ve velkém počtu křtěni.
V roce 1867 Rusko prodalo Aljašku včetně Aleutských ostrovů Spojeným státům americkým. Tím skončila ruská přítomnost na ostrovech.

### 1867-1941
Po koupi Aljašky došlo k dalšímu rozvoji ostrovů. Američané stavěli na ostrovech nové budovy a o domorodce se začali zajímat metodističtí misionáři, kteří je křtili a zakládali sirotčince. Jen několik let po získání ostrovů bylo na ostrovech již ústředí americké celní správy a pohraničníků. V roce 1883 byla v Unalasce otevřena první veřejná základní škola a v roce 1924 americký kongres udělil všem Aleuťanům na ostrovech plnoprávné americké občanství.

### Druhá světová válka
3. června 1942 došlo k prvnímu ze dvou japonských náletů na aleutský přístav Dutch Harbor. Během náletů zemřelo 50 obyvatel ostrovů. Tímto náletem začaly tzv. Boje o Aleutské ostrovy. V roce 1942 se Japonská císařská armáda vylodila na Attu a na Kisce. V roce 1943 Američané Attu dobyli zpět. Z Kisky se Japonci v roce 1943 stáhli sami bez boje, protože považovali ostrov za neudržitelný. Okupace části Aleutských ostrovů byla jedinou okupací amerického území během druhé světové války. Po válce se Aleutské ostrovy (a hlavně Unalaska) staly jedním z amerických center rybolovu, který ostrovům dodnes dominuje. 

## Hospodářství
Na méně hornatých ostrovech se ve velkém chovaly ovce a sobi. Na ostrovech blíže pevnině jsou bizoni. S rozvojem syntetických vláken se snížila cena vlny a chov ovcí na ostrovech se začal snižovat. V 80. letech 20. století na ostrově Unalaska započal zkušební chov lam, ale pro nízký zisk byl tento projekt ukončen. Je zde rozvinutý chov kuřat. Nejvíce pěstovanou plodinou na souostroví jsou brambory.
Současná ostrovní ekonomika je primárně závislá na rybolovu (převážně lov tresky obecné) a přítomnosti americké armády.

## Obyvatelstvo
Ostrovy jsou domovem Aleutů. Dnes jsou ostrovy téměř vylidněné a jen na největších z nich zůstává několik málo osídlených vesnic. Na ostrovech jsou jen tři větší osady: Unalaska, Adak a Atka. Žije zde celkem více než osm tisíc lidí. Více než polovina obyvatel žije v hlavním městě Unalaska. Hustota zalidnění souostroví je velmi nízká. Místní náboženství je křesťanství, zastoupené metodisty, katolíky a pravoslavnými. I ve 21. století má velká část obyvatel ostrovů poangličtěná ruská příjmení.

## Odkazy

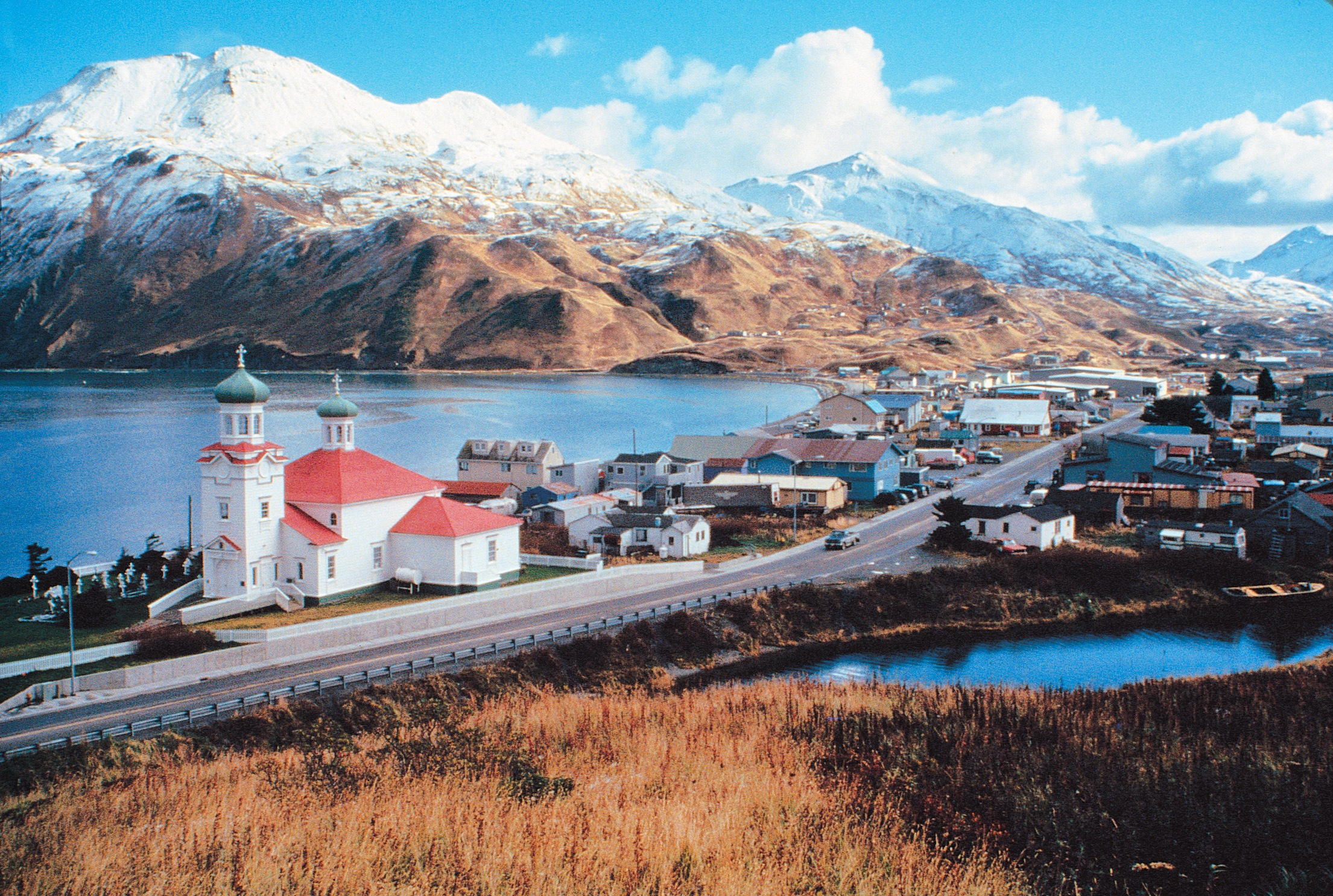
Ostrov Unalaska